# Batoto Yetu

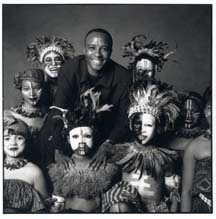
Batoto Yetu Nova York

Batoto Yetu ("As Nossas Crianças" em suaíli) é uma associação sem fins lucrativos de danças tradicionais africanas.
Nasceram em 1990, no bairro de Harlem em Nova Iorque, para ajudar crianças e adolescentes desfavorecidos com idades compreendidas entre os 5 e os 17 anos.

## Objetivo
O objetivo principal desta fundação é ajudar crianças em risco e meninos de rua. Motivá-las através das danças tradicionais africanas, desenvolvendo o orgulho nas tradições e a sua auto-estima.

## Programa
O seu programa, de índole cultural, destinado a crianças e adolescentes de origem africana, desenvolveu-se baseado no conceito de que, através do fascínio e envolvimento nas danças, cânticos e lendas tradicionais africanas, elas poderiam reencontrar as suas raízes e desenvolver o orgulho na sua cultura, ao mesmo tempo que adquiririam auto-estima, perseverança e disciplina, através de aulas culturais  e espectáculos públicos.
Uma das condições básicas para que, as crianças e adolescentes que fazem parte da "Família Batoto Yetu" participem nos espetáculos é terem um bom aproveitamento escolar.  Essa é, sem dúvida, a razão pela qual, com o estímulo que lhes é incubido, atinjam um grande nível artístico e profissional, obtendo a todos os níveis um grande sucesso.

## História
Desde a sua formação, a Batoto Yetu trabalhou com mais de 5000 crianças e adolescentes na área metropolitana de Nova Iorque e noutras cidades Americanas. Trabalhou também em Belo Horizonte, no Brasil com a companhia de dança "Grupo Corpo", que começou com 100 crianças e neste momento tem aproximadamente 600 crianças envolvidas e, em Portugal tem trabalhado em vários Conselhos, tais como Cascais, Loures, e em Oeiras onde a Camâra Municipal De Oeiras cedeu à Batoto Yetu um espaço para a sua sede em 1997.

## Fundador
O fundador dos BATOTO YETU é Júlio T. Leitão.
Júlio T. Leitão estudou no Conservatório Nacional de Dança de Lisboa.
Começando a sua carreira na RTP Televisão Nacional Portuguesa e no Teatro Nacional D. Maria II. Estabeleceu-se em Nova York estudando no “Dance Theater of Harlem”, e com Maggie Black ballet clássico, e coreografia Bessie Schonberg.
O Júlio Leitão trabalhou exaustivamente como coreógrafo conquistando com o seu trabalho um Emmy, fama e reconhecimento internacional. Encenou e coreografou para o “National Black Theater”, “Jacques
D’Amboise’s National Dance Institute”. entre outros.
Em 1990 o Júlio Leitão fundou os Batoto Yetu nos pátios de Harlem. Desde então trabalhou com sucesso a motivação de milhares de crianças nos Estados Unidos, Brasil, Portugal e Angola.
O Júlio Leitão recebeu a Medalha de Paz das Nações Unidas, em 2001 Prémio “Sun Days”, em 2001 o Prémio “Samuel and May Rudin Community Service”, em 2003 da “Chid Magazine” o prémio Children’s Champion.
É ainda co autor do “African Dance: Drumbeat in Our Feet” juntamente com Patricia Keeler, publicado em Setembro de 2004 pela Bebop Books, e impresso pela Lee & Low Books, Inc.
Este grupo cultural nasceu nos Estados Unidos da América, no estado de Nova Iorque mais precisamente em Harlem. Em 1996 expandiu-se para Portugal e mais tarde para Angola.

## Momentos marcantes
A notoriedade dos Batoto Yetu, permitiu aparições em programas como “The Today Show, “Rosie O´Donnel Show”, “Good Day New Yory”, “Sesame Street”, “CBS this Morning”.
Este grupo teve actuações marcantes, como a sua participação no concerto a homenagem ao Michael Jackson, no Madison Square Garden, a sua performance foi com a cantora Whitney Houston e o cantor Usher.
Em 1997, crianças afro-americanas e luso-africanas participaram em Hollywood, los Angeles (Wadsworth Theatre), num espetaculo onde também participaram estrelas como: Kevin Costner, Michelle Pheipfer, Renee Russo, Dan Akyroyd, Kelly Lynch entre outros.
Mais tarde, este mesmo grupo actuou no lançamento do filme “Quando Nós...éramos Reis”sobre a vida do lengendário pugilista Mohamed Ali  actuaram no Apollo Theatre, no New Jersey Performing Arts e no Radio City Musical Teateonde actuaram com artistas como, BB King, Fugees, Diana King entre outros.

## Espetáculos marcantes
Carnegie Hall 

Lincoln Center 

Apollo Theater

Radio City Music Hall

Madison Square Garden

Brooklyn Academy of Music

Jacobs Pillow

Symphony Space

New Victory Theater

Kennedy Center

Wadsworth Veterans

Theater

New Jersey Performing Arts Center 

Centro Cultural De Belém

Teatro S. Luís

Espaço X

Karl Marx

Cine Atlántico

Parque Das Nações

## Futuro Angola

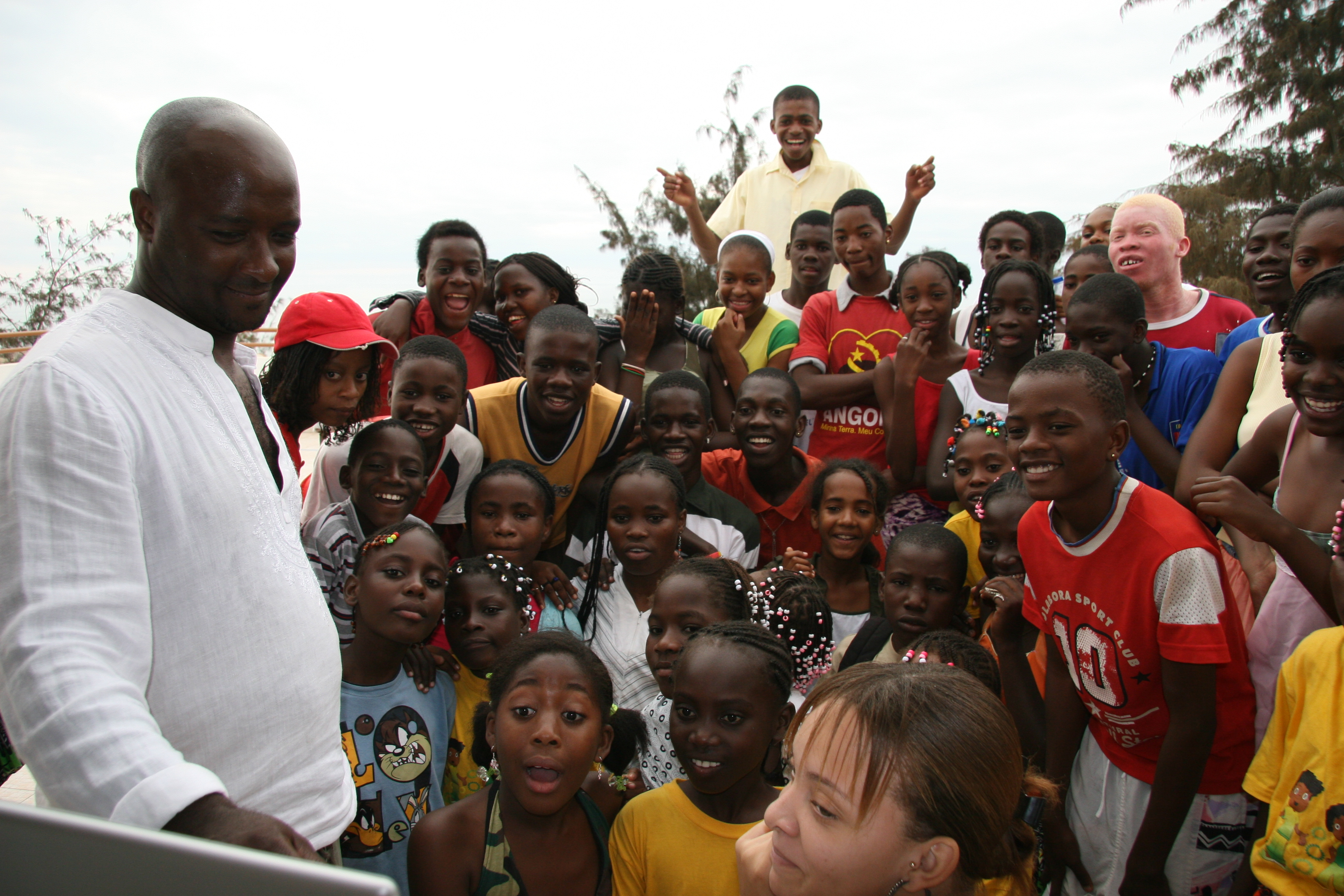
Angola BY

É nosso objectivo criar uma sanzala cultural em Angola, tendo o Batoto Yetu como motor. Uma sanzala cultural que visará revitalizar e perpetuar a dança, a música, a história,a línguas e a cultura do país. A experiência do espectáculo “Mulemba Do Ndongo” concebida para a “Celebração do Primeiro Barril” em Luanda, o fascínio e o entusiasmo que suscitou nas crianças e ao público, fez-nos chegar a conclusão de que há, não só, uma grande necessidade mas também uma grande oportunidade para o Batoto Yetu em Angola.